# Longepi barmah
Longepi barmah là một loài nhện trong họ Lamponidae. Loài này được phát hiện ở het oosten van Australië.